# Lucinda Childs
Pour les articles homonymes, voir Childs.
Lucinda Childs, née à New York le 26 juin 1940, est une danseuse et chorégraphe américaine de danse contemporaine associée au mouvement minimaliste.

## Biographie
Lucinda Childs s'intéresse à la danse classique et au théâtre dès le lycée, s'initiant aux deux arts. En voulant d'abord suivre un cursus de théâtre au Sarah Lawrence College, elle découvre et s'intéresse à la danse moderne à la suite de sa rencontre avec Bessie Schönberg, Merce Cunningham et Judith Dunn qui vont influencer sa carrière. Elle obtient son diplôme en danse au Sarah Lawrence College ainsi qu'à l'école fondée à New York par Merce Cunningham.
Lucinda Childs participe à la fondation et aux travaux de recherches du Judson Dance Theater de 1962 à 1966. Elle danse alors avec Yvonne Rainer et Steve Paxton dans des spectacles expérimentaux. En parallèle, elle écrit ses premières œuvres personnelles (Pastime, 1963 ; Geranium, 1965). En 1968, en reprenant des cours selon la technique Alexander, elle s'associe à la danse « minimaliste » qui deviendra l'un des éléments les plus marquants dans sa carrière artistique.
Elle crée sa propre compagnie en 1973 à New York, la Lucinda Childs Dance Company. Elle utilise alors les monologues comme le fait Yvonne Rainer, puis s'oriente à nouveau vers la danse minimaliste. En 1976, elle se fait remarquer lors de sa première apparition au festival d'Avignon, grâce à son solo dans Einstein on the Beach de Philip Glass mis en scène par Robert Wilson. À partir de ce moment-là, Lucinda Childs se produira plus souvent en Europe et notamment en France. Elle s'installera finalement à Paris, où elle habite encore aujourd'hui, se sentant plus à l'aise dans le milieu artistique européen que dans le milieu artistique américain. Cependant, Childs retourne aux États-Unis et collabore fréquemment avec des compositeurs de musique minimaliste tels que Philip Glass, Jon Gibson, Steve Reich, John Adams, et des plasticiens comme Sol LeWitt et Tadashi Kawamata.
Elle s'éloignera légèrement de la danse minimaliste pour tenter un style plus académique (Calyx, 1987), plus élaboré techniquement mais apportant une simplicité classique. Elle revient à une écriture complice avec la musique grâce à son spectacle Dance. Cette complicité devient plus importante lors de sa rencontre avec Élisabeth Chojnacka, claveciniste qui deviendra en 1991 directrice musicale de sa compagnie. Lucinda Childs a également écrit des pièces pour plusieurs ballets internationaux et des mises en scène pour des opéras (Einstein on the Beach de Philip Glass, mais aussi Salomé de Richard Strauss, Macbeth de Giuseppe Verdi, Alessandro de Georg Friedrich Haendel...).
Elle a été actrice occasionnellement (I Was Sitting On My Patio, 1977 ; La Maladie de la mort, 1997). Au Festival de Spoleto, en 2019, elle interprète et met en scène La ballata della Zerlina d'Hermann Broch, adapté en italien par René de Ceccatty, avec dans le rôle-titre Adriana Asti.

## Vie personnelle
Parmi les relations amoureuses qui éclairent sa vie et son œuvre, on peut notamment citer l'écrivain et critique de danse féministe et lesbienne Jill Johnston (qui a fortement soutenu l'émergence du Judson Dance Theater dans les pages du Village Voice), avec laquelle elle a vécu au milieu des années 1960. Par ailleurs, durant quelques années, elle a été la compagne de l'essayiste et romancière Susan Sontag.

## Chorégraphies
- 1963 : Pastime, Three Pieces, Egg Deal
- 1964 : Carnation, Street Dance, Model
- 1965 : Germanium, Screen, Agriculture
- 1973 : Particular Reel, Chekered Drift et Calico Mingling
- 1976 : Cross Words et Figure Eights
- 1977 : Plaza, Melody Excerpt et Interior Drama à la Brooklyn Academy of Music de New York.
- 1978 : Katema à Amsterdam.
- 1979 : Dance sur la partition Dance de Philip Glass et des décors et un film de Sol LeWitt[6], à la Brooklyn Academy of Music.
- 1981 : Mad Rush sur une musique de Philip Glass au Centre culturel de Soisson.
- 1981 : Relative Calm mis en scène par Robert Wilson au Théâtre national de Strasbourg.
- 1982 : Formal Abandon, part I and II
- 1983 : Available Light sur une musique de John Adams et des décors de Frank Gehry au MoCA de Los Angeles.
- 1983 : Formal Abandon, part III au Théâtre de la Ville à Paris.
- 1984 : Cascade, Outline
- 1984 : Premier orage pour le Ballet de l'Opéra de Paris.
- 1986 : Portraits in Reflexion au Joyce Theater de New York.
- 1987 : Calyx au Joyce Theater de New York.
- 1987 : Lichtknall pour l'Opéra allemand de Berlin.
- 1989 : Mayday en collaboration avec Sol LeWitt pour le Théâtre lyrique de Milan.
- 1990 : Perfect Stranger pour l'Opéra de Lyon.
- 1990 : Four Elements pour la Rambert Dance Company à l'Apollo Theater d'Oxford, Angleterre.
- 1991 : Rythm Plus au Théâtre de la Ville à Paris.
- 1992 : Oophaa Naama pour Charleroi/Danses en Belgique.
- 1993 : Concerto sur une musique homonyme de Henryk Górecki.
- 1993 : One and One au Théâtre de la Ville et Impromptu.
- 1994 : Trilogies et Chamber Symphony.
- 1995 : Kengir au Festival d'Avignon.
- 1995 : From the White Edge of Phrygia au Théâtre de la Ville.
- 1996 : Hammerklavier
- 1998 : On the Balance of Things pour l'Ensemble intercontemporain à la Cité de la musique à Paris
- 1998 : Sunrise on the Planetary Dream Collector et Moto Perpetuo pour le Conservatoire national supérieur de musique et de danse de Paris à la Cité de la Musique
- 1999 : Histoire pour la Martha Graham Company au Joyce Theater de New York
- 2000 : Variété de variété au Théâtre de la Ville
- 2000 : The Chairman Dances pour les Ballets de Monte-Carlo
- 2001 : Largo
- 2002 : Underwater à The Kitchen à New York
- 2003 : Daphnis et Chloé de Ravel pour les ballets de l'Opéra de Genève
- 2003 : Opus One pour Mikhaïl Barychnikov
- 2004 : Le Mandarin merveilleux de Béla Bartók pour les ballets de l'Opéra du Rhin, Strasbourg
- 2005 : Firebird de Stravinsky pour Maggio Danza
- 2005 : Ten Part Suite pour les ballets de Boston
- 2009 : Tempo vicino sur une musique de John Adams pour le ballet national de Marseille
- 2010 : Songs From Before pour le ballet de l'Opéra national du Rhin
- 2011 : Oceana pour le ballet de l'opéra de Nice
- 2013 : Deux L en collaboration avec Lenio Kaklea

### Chorégraphies pour opéras
- 1976 : Einstein on the Beach de Philip Glass	au Festival d'Avignon, France
- 1992 : Salomé de Richard Strauss au Festival de Salzbourg, Autriche
- 1994 : Reigen de Philippe Boesmans à La Monnaie de Bruxelles, Belgique
- 1995 : Moïse et Aron d'Arnold Schönberg à Amsterdam, Hollande
- 1995 : Zaide de Mozart à l'Opéra National du Rhin, Strasbourg, France
- 1997 : Don Carlos de Giuseppe Verdi au Théâtre du Châtelet, Paris, France
- 1999 : Macbeth de Giuseppe Verdi au Royal Theatre, Glasgow, Écosse
- 2001 : White Raven de Philip Glass au Lincoln Center de New York, États-Unis
- 2001 : Lohengrin de Richard Wagner à l'Opéra de Los Angeles, Los Angeles, États-Unis
- 2003 : Orphée et Eurydice de Gluck à l'Opéra de Los Angeles, Los Angeles, États-Unis
- 2004 : Parsifal de Richard Wagner à l'Opéra de Genève, Suisse
- 2005 : Doctor Atomic de John Adams au San Francisco Opera, États-Unis
- 2012 : Farnace d'Antonio Vivaldi à l'Opéra national du Rhin, Strasbourg, France

## Prix et distinctions
- 1996 : Officier dans l'Ordre des arts et des lettres
- 2001 : Bessie Award
- 2004 : Commandeur dans l'Ordre des arts et des lettres

### Vidéographie
- Download and run zoom : Lucinda Childs meets (LA)HORDE - Building momentum under lockdown (2021), Manchester International Festival ).